# Lysmata rathbunae
Lysmata rathbunae is een garnalensoort uit de familie van de Hippolytidae. De wetenschappelijke naam van de soort is voor het eerst geldig gepubliceerd in 1970 door Chace.